# Prostaglandin D2
Prostaglandin D2 (ili ) je prostaglandin koji se vezuje za PTGDR i CRTH2 receptore. On je značajan prostaglandin koga proizvode mastociti, i koji regrutuje Th2 ćelije, eozinofile, i bazofile. Kod sisara, velike količine  su nađene u mozgu i mastocitima. On je kritičan za razvoj alergijskih oboljenja kao što je astma.

## Efekti
- Uzrokuje kontrakciju bronhijalnih vazdušnih puteva. Koncentracija  kod pacijenata obolelih od astme je 10 puta veća nego kod kontrolne grupe, posebno nakon što dođu u kontakt sa izazivačima alergije.
- Učestvuje u regulaciji sniženja temperature tokom sna, i deluje nasuprot prostaglandina E2.
- Uzrokuje vazodilatacija

## Literatura
1. ↑   уреди
2. ↑  Evan E. Bolton; Yanli Wang; Paul A. Thiessen; Stephen H. Bryant (2008). „Chapter 12 PubChem: Integrated Platform of Small Molecules and Biological Activities”. Annual Reports in Computational Chemistry. 4: 217—241. doi:10.1016/S1574-1400(08)00012-1.
3. ↑  Saito S, Tsuda H, Michimata T (2002). „Prostaglandin D2 and reproduction”. American Journal of Reproductive Immunology (New York, N.Y. : 1989). 47 (5): 295—302. PMID 12148545. Приступљено 9. 4. 2011.
4. ↑  Pettipher R, Hansel TT (2008). „Antagonists of the prostaglandin D2 receptor CRTH2”. Drug News & Perspectives. 21 (6): 317—22. PMID 18836589. doi:10.1358/dnp.2008.21.6.1246831. Приступљено 9. 4. 2011.